# Navegador en mode text

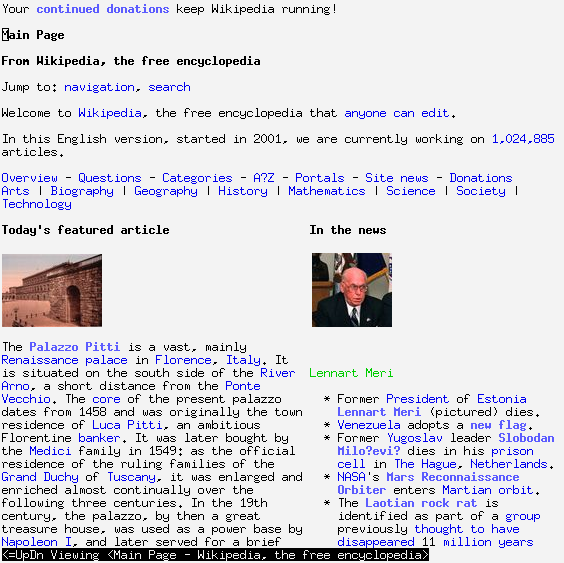
w3m mostrant la pàgina principal de Wikipedia amb imatges.

Un navegador web basat en text és un navegador web que representa només el text de les pàgines web i n'ignora el contingut gràfic. Sota connexions de banda ampla reduïda, generalment, fa que les pàgines siguin més ràpides que amb els navegadors gràfics gràcies a la reducció de les exigències de l'ample de banda. Apart de que, la major funcionalitat CSS, JavaScript i tipografia dels navegadors gràfics requereix més recursos de la CPU.
Els navegadors basats en text solen ser molt útils per a usuaris amb discapacitat visual o ceguesa parcial. Són especialment útils amb la síntesi de veu o el programari de text a veu, que llegeix el contingut als usuaris.

## Llista de navegadors basats en text

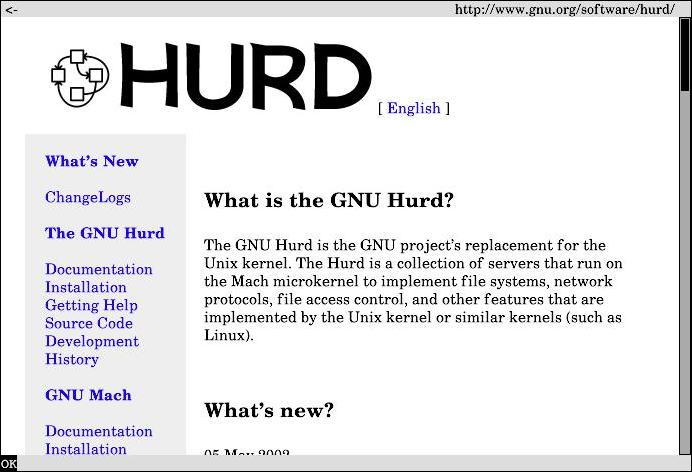
Captura de pantalla de Links, que mostra la web de GNU Hurd

- Navegador Web Charlotte (per CMS/de VM)[parla][1][2][3][4]
- Emacs/W3 & EWW per GNU Emacs
- Navegador en mode línia (per Tim Berners-Lee)
- Enllaços
  - ELinks
- Lynx (I derivats ALynx i DosLynx)
- w3m
- WebbIE
- browsh